# Никола М. Лукић
Никола М. Лукић (Жабаре код Крагујевца ? — Београд, 22. (9) новембра 1909) био је српски пешадијски потпоручник, и лични ађутант краља Милана, касније и краља Александра Обреновића. Током Ивањданског атентата је седео поред краља Милана, и био је лакше рањен у лево раме.

## Ивањдански атентат
У неком периоду после повратка Милана Обреновића у Србију, и његовог постављања на команданта активне војске Србије, постао је његов лични ађутант са чином пешадијског мајора. Током Ивањданског атентата се возио у отвореним запрежним колима поред краља Милана, када је на њих пуцао Стеван (Ђура) Кнежевић. Краљ Милан је искочио из кола и пао на земљу, али није био погођен, док је Лукић искочио из кола и кренуо да јури атентатора.
Пола сата након атентата је отишао до болнице, где су га лечили др Роман Сондермајер и др Жерајић. Рентгенским снимком је утврђено да је Лукић рањен у лево раме, па му је под дејством кокаина преко леђа извађено револверско зрно. За поступак током атентата је одмах унапређен у чин пешадијског потпуковника, и додељен му је орден Милоша Великог IV степена. Лекарски извештај је у службеним новинама објављен 11. јула (29. јуна) 1899.
Због нанесених повреда је и тужио атентатора суду, али је био спречен да дође на претрес доказа услед службених обавеза.

### Почасти поводом понашања у атентату
Као знак захвалности, на његовој кући у родном селу Жабаре код Крагујевца је узидана мермерна плоча са његовом сликом, именом и натписом. Лукић је добио и посебну повељу од мештана, а сваке године на Ивањдан је била предвиђена почаст постављања Ивањског венца на плочу од стране председника општине и одборника. У Жабарима је такође дванаесторо новорођене деце крштено именима Милан, Миланка, Никола, Николија, Иван и Иванка.
Поред тога, орашко подунавски округ му је направио једну добро украшену сабљу, која му је 13. септембра (31. августа) у Нишу и уручена. Изасланици и народни посланици орашког округа су му је у гостионици Јевропа свечано предали, а она је била купљена за 1.200 тадашњих динара. На балчаку сабље је била лавља глава са очима од брилијанта, а ту се налазио и сребрни бели орао. Сечиво је према опису из новина могло да сече гвожђе, а имало је и позлаћене шаре. Натпис на сабљи је био од сувог злата, и гласио је: "Ађутанту Његовога Величанства Краља Милана, Потпуковнику Николи М. Лукићу - Народ среза орашког за јуначко држање приликом Ивањданског атентата 1899. године". Држач за сабљу (шатула) је био превучен свилом и кадифом, а споља кожом. На капку је био и Лукићев велики сребрни монограм.

## Каснији живот и смрт
Пензионисан је 29. (16) марта 1904. указом краља Петра I у коме се између осталих нашао и генералштабни пуковник Живојин Мишић.
Преминуо је 22. (9) новембра 1909. у Београду у душевној болници. Београдска Правда је навела да је он пензионисан у склопу војних чистки после Мајског преврата. Није познато како и кад је завршио у душевној болници.

## Одликовања
- Орден Милоша Великог IV степена. Додељен 6. јула (24. јуна) 1899. због поступања током Ивањданског атентата.[2]

### Новине и службени акти
- „Из народа”. Мале Новине. 28. јул 1899. Приступљено 7. април 2024. „Вест скроз горе десно”
- „Службени део”. Српске новине. 25. јун 1899. Приступљено 7. април 2024.
- „Службени део”. Српске новине. 29. јун 1899. Приступљено 7. април 2024.
- „Умрли”. Службени војни лист. 13. новембар 1909. Приступљено 8. април 2024.
- „Ми Петар I, по милости Божијој и вољи народној краљ Србије”. Службени војни лист. 21. март 1904. Приступљено 8. април 2024.
- „Дневне вести - Никола Лукић”. Правда. 10. новембар 1909. Приступљено 8. април 2024. „Вест на крајњој десној колони треће стране”
- „Домаће вести”. Мале новине. 4. септембар 1899. Приступљено 8. мај 2024. „Вест по средини колоне”
- „Претрес”. Мале новине. 4. септембар 1899. Приступљено 8. мај 2024. „Вест на дну средине колоне, наставља се горе десно.”